# Echinopepon cirrhopedunculatus
Echinopepon cirrhopedunculatus là một loài thực vật có hoa trong họ Cucurbitaceae. Loài này được Rose mô tả khoa học đầu tiên năm 1891.